# Octávio Galvão de Figueiredo

Octávio Galvão de Figueiredo.

Octávio de Carvalho Galvão de Figueiredo OA• ComA • GOL (Coimbra, Sé Nova, 11 de Julho de 1919 — Lisboa, Campo Grande, 28 de Dezembro de 1996) foi um oficial general do Exército Português que exerceu as funções de Ministro da República nos Açores (de 1 de Setembro de 1976 a 24 de Setembro de 1978). Foi o primeiro titular daquele cargo.

## Biografia
Depois de ter frequentado a Escola do Exército, foi promovido a alferes a 1 de Março de 1942, iniciando uma carreira militar como oficial do Exército Português que o levaria aos postos de coronel a 23 de janeiro de 1969 e de brigadeiro a 14 de Novembro de 1973. Terminou a sua carreira militar no posto de general, ao qual foi promovido, já depois da Revolução de 25 de Abril de 1974, por decreto de 29 de Junho de 1975. Terminadas as suas funções de Ministro da República para a recém criada Região Autónoma dos Açores, foi promovido a general de 4 estrelas a 25 de Novembro de 1978.
No período entre 1962 e 1967 prestou serviço na Polícia de Segurança Pública de Macau, a que se seguiram várias comissões de serviço no Ultramar, incluindo em diversas frentes da Guerra Colonial. Aquando da Revolução de 25 de Abril de 1974 detinha o posto de brigadeiro e prestava serviço no Comando Territorial Independente da Guiné, na então Guiné Portuguesa.
Em 1976, na sequência da criação pela Constituição Portuguesa de 1976 do cargo de Ministro da República para a Região Autónoma dos Açores, pelo Decreto n.º 674/76, de 24 de Setembro, foi nomeado para aquele cargo, tendo tomado posse a 1 de Setembro daquele ano. Exerceu aquelas funções até 24 de Setembro de 1978, tendo um papel importante no lançamento das novas estruturas político-administrativas da autonomia constitucional açoriana.
Nessas funções, a 8 de Setembro de 1976 deu posse ao I Governo Regional dos Açores, presidido por João Bosco Soares da Mota Amaral. O acto de posse realizou-se em Ponta Delgada na presença do general Galvão de Figueiredo, pois ao tempo o Ministro de República ainda estava sedeado naquela cidade. Com este acto foi consumada a opção autonómica e iniciava-se a autonomia constitucional dos Açores na sua presente forma.
Terminadas as funções políticas nos Açores, foi colocado na Direcção dos Serviços de Pessoal do Estado Maior do Exército, onde permaneceu até ser promovido a general, a 25 de Novembro de 1978, sendo então colocado como juiz do Supremo Tribunal Militar, funções que exerceu até 27 de Fevereiro de 1981, data em que passou à reserva.
Para além de numerosos louvores, recebeu diversas condecorações, entre as quais a Medalha de Ouro com Palma de Serviços Distintos (Serviço de Campanha) e a Medalha de Ouro de comportamento Exemplar.

## Condecorações[6][7]
- Cruz de 1ª Classe com distintivo branco da Ordem do Mérito Militar de Espanha (30 de novembro de 1953)
- Oficial da Ordem Militar de Avis de Portugal (28 de janeiro de 1955)
- Comendador da Ordem Militar de Avis de Portugal (30 de janeiro de 1961)
- Medalha de 3ª Classe da Ordem da Coroa da Tailândia (14 de agosto de 1970)
- Grã-Cruz com estrela da Ordem do Mérito da República Federal da Alemanha (14 de março de 1990)
- Grande-Oficial da Ordem da Liberdade de Portugal (10 de junho de 1991)